# Palpoteleia citrea
Palpoteleia citrea är en stekelart som först beskrevs av Alan Parkhurst Dodd 1914.  Palpoteleia citrea ingår i släktet Palpoteleia och familjen Scelionidae. Inga underarter finns listade i Catalogue of Life.